# Taiwanese dollar
De (nieuwe) Taiwanese dollar is sinds 1949 de officiële munteenheid van Taiwan, hiervoor was de munteenheid de oude Taiwanese dollar. De nieuwe Taiwanese dollar wordt sinds het jaar 2000 uitgegeven door de centrale bank van de Republiek China, hiervoor gebeurde dit door de Bank van Taiwan.

## Introductie
Het doel van de introductie van de nieuwe Taiwanese dollar in 1949 was om de hyperinflatie te beteugelen. De omwisselverhouding was bij de introductie 40.000 oude Taiwanese dollar voor 1 nieuwe Taiwanese dollar. De volgende munten worden gebruikt: 0,5 (zelden), 1, 2, 5, 10, 20, 50 dollar. De munten worden geslagen door de Central Mint. Het papiergeld is beschikbaar in 100, 200, 500, 1000 en 2000 dollar.

## Wisselkoersbeleid
Met de komst van de Taipei Foreign Exchange Market in februari 1979 werd ook een vrije of zwevende wisselkoers geïntroduceerd. De wisselkoers van de Taiwanese dollar wordt sindsdien bepaald door vraag en aanbod. De centrale bank heeft wel het recht behouden om in te grijpen wanneer de wisselkoers wordt beïnvloed door bijzondere factoren. In 1979 was de gemiddelde wisselkoers 36,0 Taiwanese dollars voor één Amerikaanse dollar (US$). Tussen 1986 en 1992 verzwakte de Taiwanese dollar van 39,9 naar 25,2 per US$. Na 2010 beweegt de wisselkoers binnen nauwe marges rond de NT$ 30/US$ en is er feitelijke sprake van een beheerst zwevende wisselkoers versus de US$.